# استان کانکوزو
استان کانکوزو (به لاتین: Cankuzo Province) یکی از ۱۸ استان کشور بوروندی است. استان کانکوزو ۱٬۹۶۴٫۵۴ کیلومتر مربع مساحت و ۲۲۸٬۸۷۳ نفر جمعیت دارد.